# Perry Groves
Perry Groves (* 19. April 1965 in Bow, London) ist ein ehemaliger englischer Fußballspieler. Der zumeist auf der linken Flügelposition eingesetzte Rotschopf durchlief seine Ausbildungsjahre beim niederklassigen Colchester United, bevor er 1986 zum FC Arsenal wechselte und dort zwei englische Meisterschaften (1989, 1991) und dazu 1987 den Ligapokal gewann. Später stand er noch beim FC Southampton und Dagenham & Redbridge unter Vertrag, bevor er verletzungsbedingt noch vor seinem 30. Geburtstag die Karriere beenden musste.

## Sportlicher Werdegang
Das Fußballspielen schien Perry Groves in die Wiege gelegt worden zu sein, denn mit Vic Groves war bereits sein Onkel von 1955 bis 1964 beim FC Arsenal ein sehr erfolgreicher Profi gewesen. Perrys Weg begann jedoch zunächst im Mai 1980 bei den Wolverhampton Wanderers. Dort war er mit einem Schülervertrag ausgestattet, bevor er im September 1981 in die Nachwuchsabteilung Colchester United wechselte und dort einen Ausbildungsvertrag unterschrieb. Nur wenig später debütierte er am 10. April 1982 für das Profiteam des Viertligisten gegen den AFC Bournemouth, noch bevor er im Juni 1982 offiziell in den Kader der ersten Mannschaft befördert wurde. In Colchester verbrachte Groves schließlich vier gute Jahre und besonders in den letzten beiden Spielzeiten traf der Rotschopf, der sowohl auf den Flügelpositionen als auch im Angriffszentrum eingesetzt werden konnte, in der Meisterschaft jeweils zweistellig. Damit qualifizierte er sich für höhere Aufgaben und letztlich wechselte er im September 1986 zum FC Arsenal. Er war dabei die erste Verpflichtung des neuen Trainers George Graham.
Zwar tat sich Groves bei den „Gunners“ schwer auf dem Weg zum Stammspieler, aber vor allem bei Einwechslungen sorgte er stets für „frischen Wind“. In dieser Funktion kam er auch beim Ligapokalendspiel 1987 gegen den FC Liverpool zum Zuge und bereitete prompt den Siegtreffer zum 2:1 durch Charlie Nicholas vor. In der Saison 1987/88 stand er nun häufiger in der Startelf und sorgte mit seinem Tor zum 1:0-Rückspielsieg im Ligapokalhalbfinale gegen den FC Everton für einen weiteren Finaleinzug – hier unterlag er mit dem FC Arsenal jedoch mit 2:3 gegen Luton Town. In der Meistersaison 1988/89 sorgte jedoch vor allem der neu verpflichtete Brian Marwood dafür, dass Groves wieder vermehrt auf der Ersatzbank Platz nehmen musste. Neben den sechs Auftritten in der Startformation kam er in 15 Ligapartien zu Einwechslungen. Auch in der entscheidenden Partie beim FC Liverpool kam er „von der Bank“ und erlebte auf dem Platz den „Last-Minute-Treffer“ von Michael Thomas zum 2:0-Sieg mit, der in letzter Minute den Titel einbrachte. Nach einem Jahr, in dem Groves aufgrund einer Verletzung von Marwood wieder häufiger in der ersten Elf, aber letztlich ohne Titel blieb, gewann er in der anschließenden Saison 1990/91 die zweite englische Meisterschaft in seiner Karriere. Wie bei seinem ersten Ligatitel hatte er sich aber wieder in die Rolle des Ergänzungsspielers gefügt. 13 Ligaeinsätze in der Saison 1991/92 und die Tatsache, dass das Team von George Graham zunehmend defensiver agierte, sorgten letztlich für Groves’ Ende beim FC Arsenal. Im August 1992 wechselte er schließlich zum Erstligakonkurrenten FC Southampton.
Bei den „Saints“ kam Groves in der neu ins Leben gerufenen Premier League zu 15 Einsätzen, bevor ihn zwei aufeinander folgende Achillessehnenverletzungen zur vorzeitigen Beendigung seiner Profikarriere zwangen. Im Jahr 1994 versuchte er sich dann noch einmal beim semiprofessionellen Klub Dagenham & Redbridge in der Football Conference und später bei Canvey Island, bevor er auch diesen Comebackversuchen ein Ende bereitete.

## Titel/Auszeichnungen
- Englische Meisterschaft (2): 1989, 1991
- Englischer Ligapokal (1): 1987